# Puerto Rico (desková hra)
Puerto Rico je úspěšná desková hra pro 3 až 5 hráčů (existuje i varianta pravidel pro 2 hráče), kterou vytvořil Andreas Seyfarth a v roce 2002 vydala firma Alea v němčině a Rio Grande Games v angličtině. Do Česka hru dováží firma MindOK a hru lze koupit kompletně v češtině.
Hráči se stávají koloniálními guvernéry v 16. století v Portoriku. Pěstují plodiny na plantážích, mohou je prodávat za peníze anebo vyvážet do Evropy za vítězné body. Za utržené peníze hráči stavějí budovy, které jim přinášejí další vítězné body, pomáhají produkovat další plodiny nebo poskytují určitá vylepšení. Vítězem se stává hráč s nejvyšším počtem bodů, které se získávají za stavbu budov, za vývoz zboží a z několika speciálních velkých budov.
Hra téměř neobsahuje prvek náhody. Jedinou náhodnou činností je tahání plantáží, na kterých budou hráči moci pěstovat plodiny. Všechny ostatní činnosti jsou závislé výhradně na hráčích.
Hra získala řadu ocenění, včetně českého ocenění Hra roku 2005, ocenění Deutscher Spiele Preis – Hra německé veřejnosti 2002 a nominace na nejprestižnější ocenění Spiel des Jahres v roce 2002. Webový magazín o deskových hrách BoardGameGeek ji označuje za vůbec nejlepší deskovou hru.

## Pravidla

### Začátek hry
Každý hráč na začátku dostane kartu své kolonie, na níž je 12 míst pro stavbu budov a 12 míst pro plantáže. Vylosovaný hráč obdrží kartičku guvernéra, což znamená, že bude zahajovat kolo. Hráči také dostanou do začátku jednu plantáž (její druh závisí na počtu hráčů) a několik dublonů (herní měna). Doprostřed stolu se vyloží hrací deska s kartičkami budov, které budou hráči stavět v průběhu hry. Dále se umístí na loď kolonistů a do banku stanovený počet žetonů kolonistů (podle počtu hráčů), vyloží se nákladní lodě (rovněž podle počtu hráčů), vytáhne se pět náhodných plantáží a vyloží se karty rolí.

### Průběh kola
V každém kole každý hráč počínaje guvernérem (pak postupují po směru hodinových ručiček) vybere jednu z rolí, která ještě v tomto kole nebyla vybrána. Tím nastává fáze vybrané role, v níž každý hráč počínaje tím, který vybral roli, vykoná určitou činnost podle toho, jaká role byla vybrána. Hráč, který roli vybral, má při tom malou výhodu.
Ve hře jsou následující role:
- Osadník: Každý hráč si může vybrat jednu z vytažených kartiček plantáží a položit si ji na vyznačené místo na svém ostrově (pokud ještě nezaplnil všech 12 míst). Zbylé otočené plantáže se pak odloží a na jejich místo se náhodně vytáhnou další. Toto je jediná akce ve hře, při níž má vliv náhoda. Kdo si vybral osadníka, může si místo plantáže vzít kamenolom, který zlevňuje stavbu budov.
- Starosta: Každý hráč si vezme jednoho kolonistu z lodi a položí ho na volné místo ve své plantáži nebo budově. Plantáž nebo budova funguje jen tehdy, je-li obsazena kolonistou. V této fázi hráči také mohou přemisťovat své již dříve umístěné kolonisty. Pak se na loď doplní tolik kolonistů, kolik neobsazených míst zbývá hráčům v budovách, vždy však nejméně tolik, kolik je hráčů. Kdo si vybral starostu, obdrží jednoho kolonistu z banku navíc.
- Stavitel: Každý hráč může postavit jednu budovu za zaplacení její ceny v dublonech. Budovy buď produkují suroviny, nebo poskytují hráči nějakou výhodu. Každá budova zabírá jedno místo na kartě ostrově kromě velkých budov, které zabírají dvě místa. Kdo si vybral stavitele, postaví budovu o 1 dublon levněji.
- Dozorce: Každý hráč může vyprodukovat zboží ze svých plantáží. Ve hře je 5 druhů zboží: kukuřice, indigo, cukr, tabák a káva. Hráč může vyrobit zboží jen tehdy, má-li obsazenou plantáž a příslušnou produkční budovu (kromě kukuřice, která žádnou produkční budovu nevyžaduje). Kdo si vybral dozorce, obdrží jeden kus zboží navíc od některého druhu, který právě vyprodukoval.
- Obchodník: Každý hráč může prodat jeden kus zboží obchodní společnosti za uvedenou cenu. Obchodní společnost pojme 4 kusy zboží, každý od jiného druhu. Pokud je na konci této fáze zaplněna, vyprázdní se a v příští fázi obchodníka se začne zaplňovat znovu. Pokud však obsahuje méně než 4 kusy zboží, zboží zůstává na místě. To ztěžuje prodej v další fázi obchodníka, protože hráči budou moci prodávat jen zboží, které společnost ještě nemá. Kdo si vybral obchodníka, prodává za cenu o 1 dublon vyšší.
- Kapitán: Každý hráč musí naložit na loď své zboží. Ve hře jsou 3 lodě, každá s jinou kapacitou. Každá loď veze jen jeden druh zboží. Hráč musí naložit všechno zboží, které může podle pravidel naložit. Za každý naložený kus zboží (bez ohledu na druh) hráč dostává 1 vítězný bod. Kdo si vybral kapitána, dostane 1 bod navíc. Po skončení fáze kapitána hráčům smí zbýt jen jeden kus zboží. Mají-li více, musejí ostatní zboží vyhodit. Lodě, které jsou po skončení této fáze zcela naplněny, se vyprázdní a v příští fázi kapitána se začnou naplňovat znovu. Zboží na ne zcela naplněných lodích se ponechá.
- Zlatokop: Kdo si vybral zlatokopa, obdrží 1 dublon. Ostatní hráči nedělají nic. Zlatokop není ve hře 3 hráčů, ve hře 4 hráčů je jeden a ve hře 5 hráčů dva.

Poté, co každý hráč vybere jednu roli, se na nevybrané role položí 1 dublon. Ten získá hráč, který si tuto roli vybere příště. Pak guvernér předá kartu guvernéra hráči po své levici a následuje další kolo.

### Budovy
Ve hře je 17 druhů budov, které hráči stavějí ve fázi stavitele. Mezi nimi je 6 produkčních budov, které umožňují hráčům ve fázi dozorce produkovat zboží z plantáží. Zbytek jsou fialové budovy, které poskytují hráčům určitou výhodu nebo ruší některá omezení (např. skladiště umožňuje po skončení fáze kapitána skladovat více než jeden kus zboží). Mezi nimi je 5 velkých budov, které přidávají speciální vítězné body po skončení hry (např. radnice přidá hráči 1 bod za každou jeho fialovou budovu).
Každý hráč má na své kartě 12 míst, na která pokládá kartičky budov. Velké budovy zabírají 2 místa, malé 1 místo. Hráč nesmí postavit budovu, pokud mu na ni nezbývá místo. Jednou postavenou budovu již nelze zbourat. Každá velká budova je ve hře jen jednou, každá malá fialová budova dvakrát (to znamená, že každou velkou budovu může postavit jen jediný hráč a každou malou nanejvýše dva hráči). Budovy plní svůj účel jen tehdy, pokud je hráč ve fázi starosty obsadí kolonistou.

### Konec hry
Hra končí, nastane-li jedna z následujících situací:
- je rozebrána zásoba vítězných bodů za nakládání zboží na lodě ve fázi kapitána
- není dostatek kolonistů k doplnění na loď ve fázi starosty
- některý hráč zaplní všech 12 míst pro budovy na svém ostrově

Pak se dokončí stávající kolo a sečtou se body. Hráči získávají body jednak za postavené budovy, jednak za vývoz zboží ve fázi kapitána, jednak jako prémii dodávanou velkými budovami. Vítězí hráč s nejvyšším počtem bodů, při rovnosti rozhoduje součet zbylých dublonů a zboží.

### Hra pro dva hráče
Ve dvou hráčích zůstávají pravidla téměř stejná až na to, že v každém kole každý hráč vybere 3 role (začíná guvernér, pak se hráči střídají). Hraje se se 7 rolemi (zlatokop je jeden), na nevybranou roli se po skončení kola položí dublon. Liší se také počty použitých plantáží, kolonistů, vítězných bodů a lodí.

## Rozšíření

### Neue Gebäude
Ke hře dosud vyšlo jediné oficiální rozšíření, Neue Gebäude (Nové budovy). Vyšlo v časopise Spielbox 6/2002, lze ho však koupit i v krabicovém vydání. Obsahuje 14 nových budov, z nichž jedna (hájovna) umožňuje pokládat plantáže rubem nahoru jako lesy, které zlevňují stavbu budov (každé 2 lesy o 1 dublon). Před začátkem hry se všechny budovy (z původní hry i rozšíření) vyloží vedle hrací desky a hráči počínaje guvernérem z nich vybírají ty, které se položí na hrací desku a bude je v této hře možné stavět. Zbylé budovy po zaplnění desky se odloží – v této hře se stavět nebudou.
Druhé oficiální rozšíření slíbil Andreas Seyfarth na říjen 2008.

### Haiti
Na Internetu bylo publikováno neoficiální, volně stažitelné rozšíření Haiti, jehož autorem je Mike Young. Přináší do hry prvek zabíjení kolonistů a jejich následné oživování coby zombie. Obsahuje dvě nové role, tři budovy a jednu novou „plantáž“ – bažinu. Novými rolemi jsou:
- Revolucionář: kdo si ho vybere, může buď přinutit jiného hráče, aby zabil tři své kolonisty dle svého výběru, nebo přinutit každého hráče včetně sebe k zabití jednoho kolonisty. Navíc guvernér musí vždy zabít jednoho kolonistu navíc. Zabití kolonisté se pokládají na hřbitov.
- Pán zombií: každý hráč může vybrat z hřbitova jednoho mrtvého kolonistu a místo něj položit žeton zombie do své neobsazené budovy nebo plantáže. Zombie se považují za kolonisty, ale neplatí pro ně efekty, jejichž cílem jsou kolonisté. Kdo si vybral pána zombií, může oživit všechny mrtvé kolonisty, má-li dost neobsazených míst.